# Auzielle
Auzielle (Ausièla en occitan), anciennement Osville, est une commune française, située dans le nord-est du département de la Haute-Garonne en région Occitanie. Elle fait partie de la communauté d'agglomération du Sicoval. Sur le plan historique et culturel, la commune fait partie du Lauragais, l'ancien « Pays de Cocagne », lié à la fois à la culture du pastel et à l’abondance des productions, et de « grenier à blé du Languedoc ».
Exposée à un climat océanique altéré, elle est drainée par la Marcaissonne et par divers autres petits cours d'eau.
Auzielle est une commune urbaine qui compte 1 621 habitants en 2022, après avoir connu une forte hausse de la population depuis 1975. Elle appartient à l'unité urbaine de Lauzerville et fait partie de l'aire d'attraction de Toulouse. Ses habitants sont appelés les Auziellois ou  Auzielloises.

## Géographie

### Localisation
La commune d'Auzielle se trouve dans le département de la Haute-Garonne, en région Occitanie.
Elle se situe à 12 km à vol d'oiseau de Toulouse, préfecture du département, et à 6 km de Castanet-Tolosan, bureau centralisateur du canton de Castanet-Tolosan dont dépend la commune depuis 2015 pour les élections départementales.
La commune fait en outre partie du bassin de vie de Toulouse.
Les communes les plus proches sont : 
Lauzerville (1,6 km), Escalquens (2,7 km), Odars (2,8 km), Saint-Orens-de-Gameville (2,8 km), Labège (3,2 km), Aigrefeuille (3,5 km), Sainte-Foy-d'Aigrefeuille (3,5 km), Belberaud (3,8 km).
Sur le plan historique et culturel, Auzielle fait partie du pays toulousain, une ceinture de plaines fertiles entrecoupées de bosquets d'arbres, aux molles collines semées de fermes en briques roses, peu à peu grignotée par l'urbanisme des banlieues.
Auzielle est limitrophe de cinq autres communes.
Les communes limitrophes sont  Escalquens, Lauzerville, Odars, Saint-Orens-de-Gameville et Sainte-Foy-d'Aigrefeuille.
|                          | Lauzerville |                           |
| Saint-Orens-de-Gameville | Auzielle    | Sainte-Foy-d'Aigrefeuille |
|                          | Escalquens  | Odars                     |

Cette commune de l'aire d'attraction de Toulouse est située sur la Marcaissonne à 14 km au sud-est de Toulouse.

### Géologie
La superficie de la commune est de 459 hectares ; son altitude varie de 154  à   234 mètres.

### Hydrographie

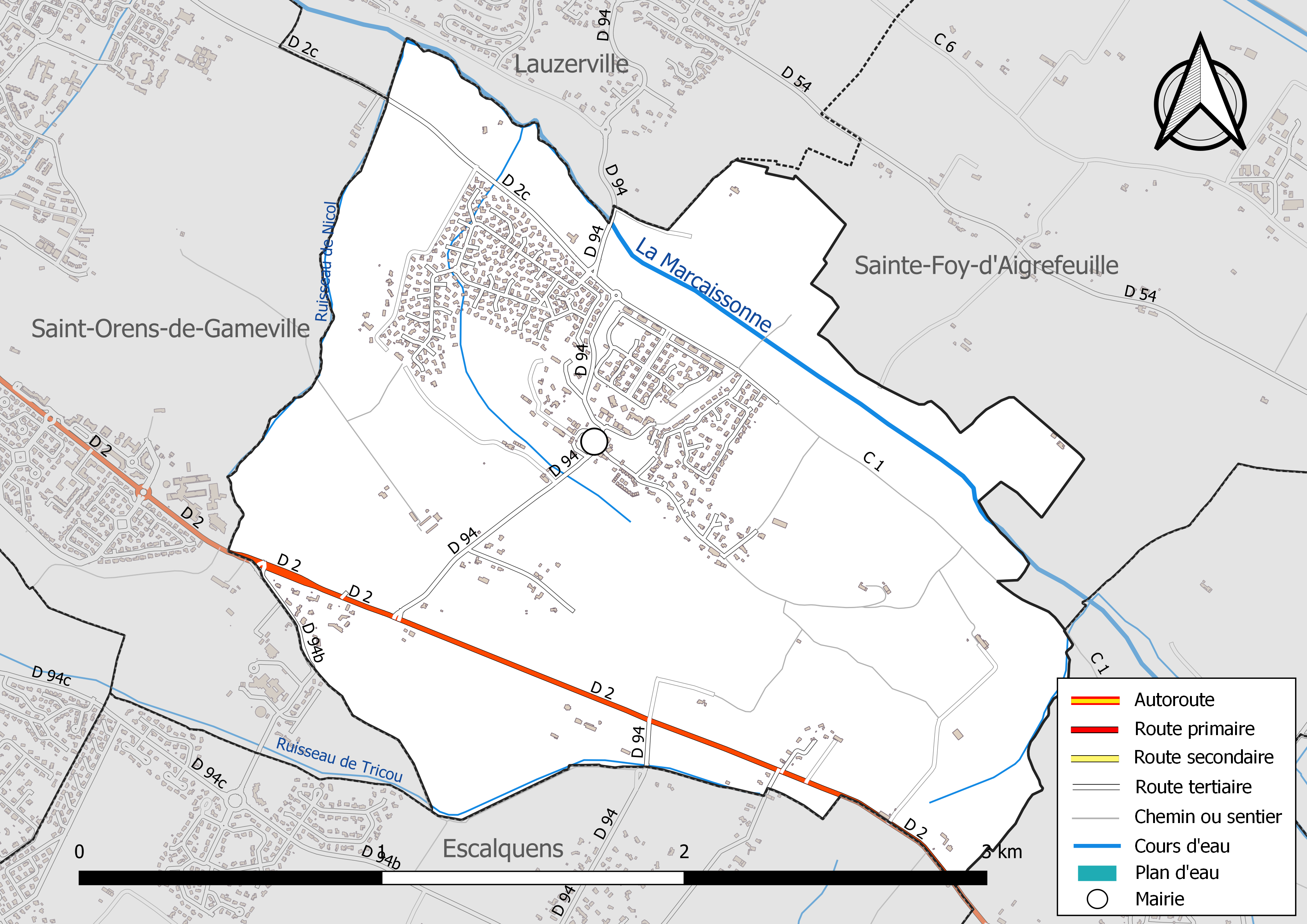
Réseaux hydrographique et routier d'Auzielle.

La commune est dans le bassin de la Garonne, au sein du bassin hydrographique Adour-Garonne. Elle est drainée par la Marcaissonne, le ruisseau de Nicol, le ruisseau de Tricou et par deux petits cours d'eau, constituant un réseau hydrographique de 6 km de longueur totale,.
La Marcaissonne, d'une longueur totale de 26,5 km, prend sa source dans la commune de Beauville et s'écoule du sud-est vers le nord-ouest. Elle traverse la commune et se jette dans l'Hers-Mort à Toulouse, après avoir traversé 14 communes.

### Climat
Pour des articles plus généraux, voir Climat de l'Occitanie et Climat de la Haute-Garonne.
En 2010, le climat de la commune est de type climat du Bassin du Sud-Ouest, selon une étude s'appuyant sur une série de données couvrant la période 1971-2000. En 2020, Météo-France publie une typologie des climats de la France métropolitaine dans laquelle la commune est exposée à un climat océanique altéré et est dans la région climatique Aquitaine, Gascogne, caractérisée par une pluviométrie abondante au printemps, modérée en automne, un faible ensoleillement au printemps, un été chaud (19,5 °C), des vents faibles, des brouillards fréquents en automne et en hiver et des orages fréquents en été (15 à 20 jours).
Pour la période 1971-2000, la température annuelle moyenne est de 13,3 °C, avec une amplitude thermique annuelle de 15,7 °C. Le cumul annuel moyen de précipitations est de 727 mm, avec 9,5 jours de précipitations en janvier et 5,3 jours en juillet. Pour la période 1991-2020, la température moyenne annuelle observée sur la station météorologique la plus proche, située sur la commune de Ségreville à 15 km à vol d'oiseau, est de 13,4 °C et le cumul annuel moyen de précipitations est de 747,6 mm,. Pour l'avenir, les paramètres climatiques de la commune estimés pour 2050 selon différents scénarios d'émission de gaz à effet de serre sont consultables sur un site dédié publié par Météo-France en novembre 2022.

### Milieux naturels et biodiversité
Aucun espace naturel présentant un intérêt patrimonial n'est recensé sur la commune dans l'inventaire national du patrimoine naturel,,.

## Urbanisme

### Typologie
Au 1er janvier 2024, Auzielle est catégorisée ceinture urbaine, selon la nouvelle grille communale de densité à sept niveaux définie par l'Insee en 2022.
Elle appartient à l'unité urbaine de Lauzerville, une agglomération intra-départementale regroupant deux  communes, dont elle est une commune de la banlieue,,. Par ailleurs la commune fait partie de l'aire d'attraction de Toulouse, dont elle est une commune de la couronne,. Cette aire, qui regroupe 527 communes, est catégorisée dans les aires de 700 000 habitants ou plus (hors Paris),.

### Occupation des sols
L'occupation des sols de la commune, telle qu'elle ressort de la base de données européenne d’occupation biophysique des sols Corine Land Cover (CLC), est marquée par l'importance des territoires agricoles (83,7 % en 2018), en diminution par rapport à 1990 (91,2 %). La répartition détaillée en 2018 est la suivante : 
terres arables (63,9 %), zones urbanisées (16,3 %), zones agricoles hétérogènes (11,8 %), prairies (8 %). L'évolution de l’occupation des sols de la commune et de ses infrastructures peut être observée sur les différentes représentations cartographiques du territoire : la carte de Cassini (XVIIIe siècle), la carte d'état-major (1820-1866) et les cartes ou photos aériennes de l'IGN pour la période actuelle (1950 à aujourd'hui).

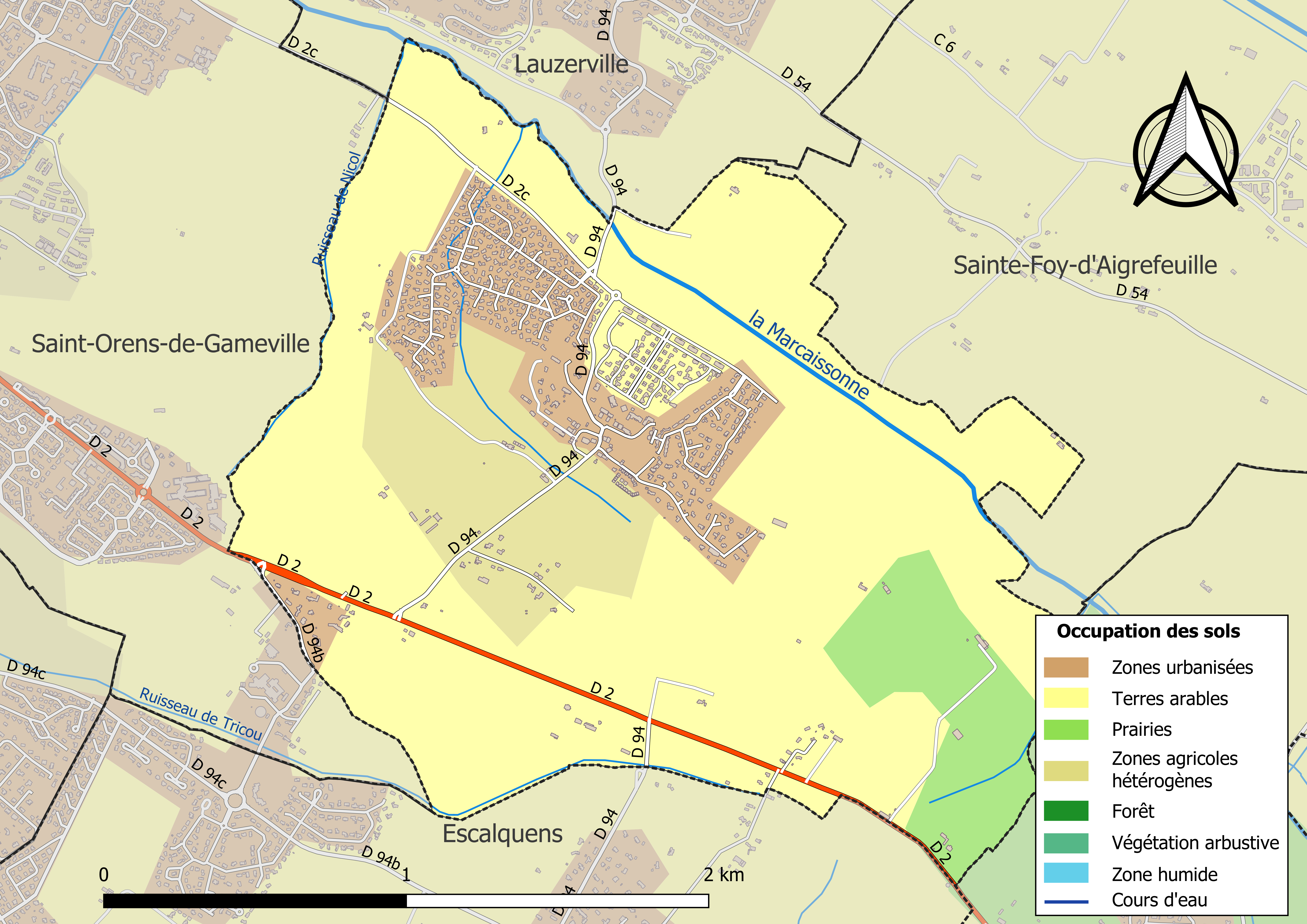
Carte des infrastructures et de l'occupation des sols de la commune en 2018 (CLC).

### Voies de communication et transports
La commune est desservie par la ligne Lignes de bus Tisséo de 101 à 321#Lignes 201 à 205 du réseau Tisséo, reliant le lycée de Saint-Orens-de-Gameville à Varennes et desservant le centre d'Auzielle. La ligne 357 du Réseau Arc-en-Ciel dessert également la commune en reliant Revel au centre-ville de Toulouse.

### Risques majeurs
Le territoire de la commune d'Auzielle est vulnérable à différents aléas naturels : météorologiques (tempête, orage, neige, grand froid, canicule ou sécheresse), inondations et séisme (sismicité très faible). Un site publié par le BRGM permet d'évaluer simplement et rapidement les risques d'un bien localisé soit par son adresse soit par le numéro de sa parcelle.
Certaines parties du territoire communal sont susceptibles d’être affectées par le risque d’inondation par débordement de cours d'eau, notamment la Marcaissonne. La commune a été reconnue en état de catastrophe naturelle au titre des dommages causés par les inondations et coulées de boue survenues en 1982, 1996, 1999 et 2009,.

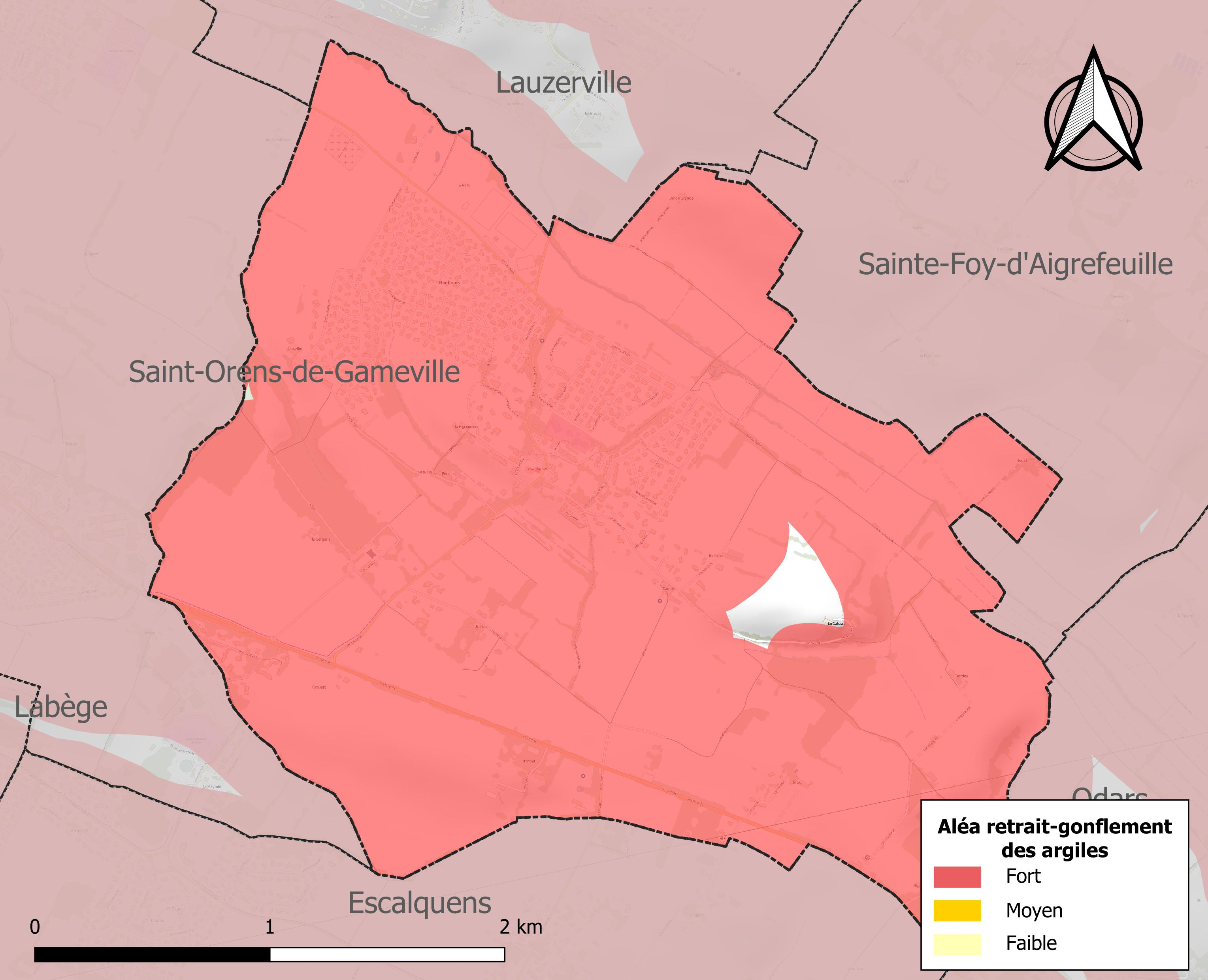
Carte des zones d'aléa retrait-gonflement des sols argileux d'Auzielle.

Le retrait-gonflement des sols argileux est susceptible d'engendrer des dommages importants aux bâtiments en cas d’alternance de périodes de sécheresse et de pluie. 98,6 % de la superficie communale est en aléa moyen ou fort (88,8 % au niveau départemental et 48,5 % au niveau national). Sur les 593 bâtiments dénombrés sur la commune en 2019, 592 sont en aléa moyen ou fort, soit 100 %, à comparer aux 98 % au niveau départemental et 54 % au niveau national. Une cartographie de l'exposition du territoire national au retrait gonflement des sols argileux est disponible sur le site du BRGM,.
Par ailleurs, afin de mieux appréhender le risque d’affaissement de terrain, l'inventaire national des cavités souterraines permet de localiser celles situées sur la commune.
Concernant les mouvements de terrains, la commune a été reconnue en état de catastrophe naturelle au titre des dommages causés par la sécheresse en 1989, 1992, 2002, 2003, 2011, 2012, 2016 et 2017 et par des mouvements de terrain en 1999.

## Toponymie
Le premier nom du village est "Audavilla", d'origine germanique il apparait durant l'occupation Wisigoths et Francs de la région, « Auda » signifie vieux, seigneur ou noble et « Villa » veut dire richesse, patrimoine. Le nom d’Osvilla apparaît dans des écrits latins en 1213, à l’époque du catharisme triomphant. Au fil des siècles, Osvilla est devenu Auzielle.

## Histoire
Le site d’Auzielle a probablement été occupé dès le Néolithique, comme en témoignent des outils en pierre taillée qui ont été retrouvés dans les environs. Plus tard la région a été occupée successivement par les Wisigoths, puis par les Francs, ce qui donnera le nom de "Audavilla" au village. En 1213 lors de la bataille du Pujol, une garnison Templière de Simon IV de Montfort campait dans un bâtiment situé à 500 mètres du château d’eau actuel de Lauzerville. De nombreux Auziellois, alors languedociens, se rallièrent au comte Raymond de Toulouse pour attaquer les envahisseurs croisés d'origine normande. La réaction est rapide, le château est rapidement repris et les trois chevaliers normands que Montfort y avait installés sont faits prisonniers et seront exécutés à Toulouse. En 1226, Un château est construit, l’extension de l’influence de Toulouse fait d’Auzielle le chef-lieu d’une châtellenie de la Viguerie de Toulouse. L’église d’Auzielle n’est alors qu’une annexe de celle de Saint-Orens. Cette église fut l’ancienne chapelle du château, la porte du cœur à droite du maître-autel, permettait au seigneur l’accès direct aux offices. Cette porte a dû être murée après les guerres de Religion (1570) ou lors de la transformation de la chapelle en église paroissiale. Cette porte sert actuellement de niche à la statue de saint Pierre, patron de la paroisse. Son nom est mentionné sur une plaque à l’extérieur près de l’entrée.

### Église Saint-Pierre
La première mention écrite de l’existence de l’église date de 1272, dans un livre des prévôts[Lequel ?]. En 1527, on trouve trace d’un contrat pour la reconstruction du clocher. L’église est bâtie sur les restes d’un fort médiéval, comme en témoigne sa situation, l’épaisseur de ses murs et son porche qui est celui de l’ancienne demeure fortifiée. À l’ouest se trouve le clocher rectangulaire à deux étages percé de baies cintrées et terminé en forme de pyramide. Il a été construit au milieu du XVIe siècle. Il se distingue des clochers murs des autres églises construites à la même époque dans le Lauragais. C’est donc un ouvrage de prestige qui témoigne de l’importance qu'Auzielle avait à cette époque. Dès le XVIe siècle, l’église apparaît dans sa configuration actuelle avec un vaisseau central et quatre chapelles latérales, de chaque côté du cœur, abritant des autels secondaires offerts par les paroissiens. Le maître-autel daterait de la construction de l’église.
Saccagée à plusieurs reprises au temps des guerres de Religion et à la suite de la Révolution, l’église est remise en était lors d’importants travaux conduits au XIXe siècle. Ces dernières années, la mairie a contribué à d’importants travaux de restauration tant de l’intérieur du bâtiment que sur les façades, mais il reste aujourd’hui à remettre en état le haut du clocher fortement dégradé.

### Citadelle médiévale et remparts duXIIesiècle
Une citadelle médiévale entourée de remparts est construite au milieu du XIIe siècle sur la motte qui forme aujourd’hui le centre du village. De ce noyau castral aujourd'hui disparu, il ne reste plus que l'église qui pourrait être l'ancienne chapelle de cette place fortifiée.

### Seigneurie d’Auzielle
Au XVe siècle, Bernard de Roquette s’installe à la tête de la Seigneurie et édifie le nouveau château d’Auzielle. Au XVIe siècle, Auzielle subit les désastres des guerres de religion. La ville est dévastée en 1570, 1577 et 1589. Reconstruite, elle devient une communauté rurale active. Le plus illustre propriétaire de ce château est François du Perier, avocat au parlement de Toulouse au XVIe siècle (Malherbe compose des vers célèbres à l'occasion du décès de Rose, la fille de du Perier : « Et rose, elle a vécu ce que vivent les roses… »). Appartenant à la fin du XVIe siècle aux Maurice, le château passe au XVIIe siècle à Marc Noé de Guitaut qui cède ses droits aux Martin. À la fin du XVIIIe siècle, la seigneurie appartient au marquis de Rocher du Bollay qui rend la justice au château. La famille émigre pendant la révolution, fuyant la terreur. Au milieu du XIXe siècle, la seigneurie revient aux Boussac, héritiers de du Perier.

### Le château d'Auzielle duXVIIesiècle
Au XVIe siècle, les angles du château sont flanqués de deux tours rondes au sud et deux autres tours carrées au nord. Reconstruit dans la première moitié du XVIIe siècle, le château ne possédait qu'un rez-de-chaussée et un étage couvert d'un comble en pavillon à usage de galetas ; les quatre tours, couvertes en cône ou en pyramide, avaient un deuxième étage ; sur la façade principale, l’avant corps central est surmonté d’un fronton. Au XVIIIe siècle, ont lieu la construction du deuxième étage qui condamne les fenêtres des tours, et celle des communs.
Le château est précédé d'une cour d'honneur bordée de deux corps de communs, l'un à l'ouest élevé au XVIIIe siècle sur l'ancienne chapelle castrale, l'autre bâti en pendant au XIXe siècle ; il est entouré de douves sèches franchissables au sud et au nord par des ponts dormants et à l’est par un pont-levis.

### Héraldique
| Auzielle | Son blasonnement est : D'argent aux trois barres d'azur. |

## Politique et administration

### Administration municipale
Le nombre d'habitants au recensement de 2017 étant compris entre 1 500 habitants et 2 499 habitants, le nombre de membres du conseil municipal pour l'élection de 2020 est de dix-neuf,.

### Rattachements administratifs et électoraux
Commune faisant partie de la dixième circonscription de la Haute-Garonne du Sicoval et du canton de Castanet-Tolosan.

### Liste des maires

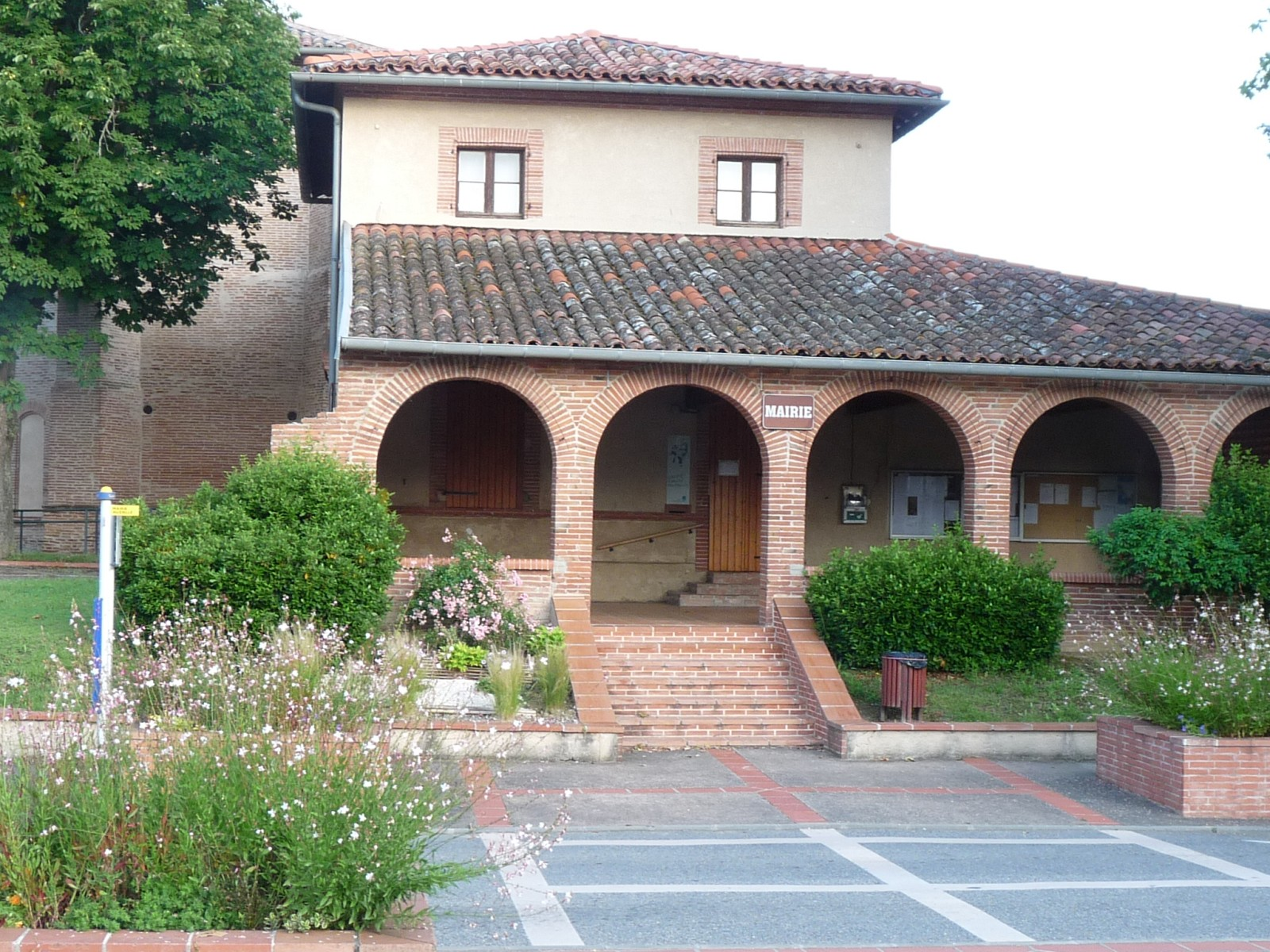
La mairie

| Période                                  | Période  | Identité              | Étiquette | Qualité                      |
| ---------------------------------------- | -------- | --------------------- | --------- | ---------------------------- |
| Les données manquantes sont à compléter. |          |                       |           |                              |
| avant 1988                               | ?        | Joël Bozec            |           |                              |
| mars 2001                                | 2008     | Jean-Claude Georgelin |           |                              |
| mars 2008                                | 2016     | Francis Condat        | DVG       | Retraité                     |
| 2016                                     | mai 2020 | Joseph Revellière     |           |                              |
| mai 2020                                 | En cours | Michèle Ségafredo     |           | Responsable d’achats publics |

## Population et société

### Démographie
L'évolution du nombre d'habitants est connue à travers les recensements de la population effectués dans la commune depuis 1793. Pour les communes de moins de 10 000 habitants, une enquête de recensement portant sur toute la population est réalisée tous les cinq ans, les populations de référence des années intermédiaires étant quant à elles estimées par interpolation ou extrapolation. Pour la commune, le premier recensement exhaustif entrant dans le cadre du nouveau dispositif a été réalisé en 2008.

En 2022, la commune comptait 1 621 habitants, en évolution de +12,1 % par rapport à 2016 (Haute-Garonne : +8,02 %, France hors Mayotte : +2,11 %).
| 1793 | 1800 | 1806 | 1821 | 1831 | 1836 | 1841 | 1846 | 1851 |
| ---- | ---- | ---- | ---- | ---- | ---- | ---- | ---- | ---- |
| 204  | 204  | 205  | 264  | 249  | 260  | 263  | 278  | 278  |

| 1856 | 1861 | 1866 | 1872 | 1876 | 1881 | 1886 | 1891 | 1896 |
| ---- | ---- | ---- | ---- | ---- | ---- | ---- | ---- | ---- |
| 222  | 212  | 205  | 203  | 210  | 159  | 154  | 157  | 138  |

| 1901 | 1906 | 1911 | 1921 | 1926 | 1931 | 1936 | 1946 | 1954 |
| ---- | ---- | ---- | ---- | ---- | ---- | ---- | ---- | ---- |
| 160  | 161  | 164  | 144  | 138  | 145  | 146  | 141  | 164  |

| 1962 | 1968 | 1975 | 1982  | 1990  | 1999  | 2006  | 2008  | 2013  |
| ---- | ---- | ---- | ----- | ----- | ----- | ----- | ----- | ----- |
| 166  | 138  | 410  | 1 002 | 1 091 | 1 558 | 1 378 | 1 327 | 1 263 |

| 2018  | 2022  | - | - | - | - | - | - | - |
| ----- | ----- | - | - | - | - | - | - | - |
| 1 553 | 1 621 | - | - | - | - | - | - | - |

| selon la population municipale des années : | 1968 | 1975 | 1982 | 1990 | 1999 | 2006 | 2009 | 2013 |
| Rang de la commune dans le département      | 431  | 180  | 109  | 113  | 99   | 124  | 131  | 140  |
| Nombre de communes du département           | 592  | 582  | 586  | 588  | 588  | 588  | 589  | 589  |

### Enseignement
Auzielle fait partie de l'académie de Toulouse.
L'éducation est assurée sur la commune par une école maternelle et une école primaire.

### Sports
Pétanque, tennis, football

### Écologie et recyclage
La collecte et le traitement des déchets des ménages et des déchets assimilés ainsi que la protection et la mise en valeur de l'environnement se font dans le cadre du Sicoval.

## Économie

### Revenus
En 2018  (données Insee publiées en septembre 2021), la commune compte 644 ménages fiscaux, regroupant 1 659 personnes. La médiane du revenu disponible par unité de consommation est de 28 540 € (23 140 € dans le département).

### Emploi
|                | 2008  | 2013  | 2018  |
| -------------- | ----- | ----- | ----- |
| Commune        | 3,4 % | 5,2 % | 5,4 % |
| Département    | 7,7 % | 9,6 % | 9,3 % |
| France entière | 8,3 % | 10 %  | 10 %  |

En 2018, la population âgée de 15 à 64 ans s'élève à 987 personnes, parmi lesquelles on compte 76,1 % d'actifs (70,7 % ayant un emploi et 5,4 % de chômeurs) et 23,9 % d'inactifs,. Depuis 2008, le taux de chômage communal (au sens du recensement) des 15-64 ans est inférieur à celui de la France et du département.
La commune fait partie de la couronne de l'aire d'attraction de Toulouse, du fait qu'au moins 15 % des actifs travaillent dans le pôle,. Elle compte 134 emplois en 2018, contre 130 en 2013 et 137 en 2008. Le nombre d'actifs ayant un emploi résidant dans la commune est de 704, soit un indicateur de concentration d'emploi de 19 % et un taux d'activité parmi les 15 ans ou plus de 59,8 %.
Sur ces 704 actifs de 15 ans ou plus ayant un emploi, 63 travaillent dans la commune, soit 9 % des habitants. Pour se rendre au travail, 87,1 % des habitants utilisent un véhicule personnel ou de fonction à quatre roues, 4,3 % les transports en commun, 5 % s'y rendent en deux-roues, à vélo ou à pied et 3,7 % n'ont pas besoin de transport (travail au domicile).

### Activités hors agriculture

#### Secteurs d'activités
100 établissements sont implantés  à Auzielle au 31 décembre 2019. Le tableau ci-dessous en détaille le nombre par secteur d'activité et compare les ratios avec ceux du département,.
| Secteur d'activité                                                                                        | Commune | Commune | Département |
| Secteur d'activité                                                                                        | Nombre  | %       | %           |
| --- | ------- | ------- | ----------- |
| Ensemble                                                                                                  | 100     | 100 %   | (100 %)     |
| Industrie manufacturière, industries extractives et autres                                                | 4       | 4 %     | (5,7 %)     |
| Construction                                                                                              | 7       | 7 %     | (12 %)      |
| Commerce de gros et de détail, transports, hébergement et restauration                                    | 23      | 23 %    | (25,9 %)    |
| Information et communication                                                                              | 4       | 4 %     | (4,1 %)     |
| Activités financières et d'assurance                                                                      | 3       | 3 %     | (3,8 %)     |
| Activités immobilières                                                                                    | 2       | 2 %     | (4,2 %)     |
| Activités spécialisées, scientifiques et techniques et activités de services administratifs et de soutien | 30      | 30 %    | (19,8 %)    |
| Administration publique, enseignement, santé humaine et action sociale                                    | 19      | 19 %    | (16,6 %)    |
| Autres activités de services                                                                              | 8       | 8 %     | (7,9 %)     |

Le secteur des activités spécialisées, scientifiques et techniques et des activités de services administratifs et de soutien est prépondérant sur la commune puisqu'il représente 30 % du nombre total d'établissements de la commune (30 sur les 100 entreprises implantées  à Auzielle), contre 19,8 % au niveau départemental.

#### Entreprises et commerces
Les cinq entreprises ayant leur siège social sur le territoire communal qui génèrent le plus de chiffre d'affaires en 2020 sont : 
- Clm3R, activités des sociétés holding (130 k€)
- E-Whiz, ingénierie, études techniques (102 k€)
- Adsum Coopt, conseil pour les affaires et autres conseils de gestion (79 k€)
- Ange A Dom'31, nettoyage courant des bâtiments (38 k€)
- Ecobat, construction d'autres bâtiments (17 k€)

### Agriculture
|               | 1988 | 2000 | 2010 | 2020 |
| ------------- | ---- | ---- | ---- | ---- |
| Exploitations | 11   | 7    | 7    | 3    |
| SAU (ha)      | 343  | 371  | 322  | 218  |

La commune est dans le Lauragais, une petite région agricole occupant le nord-est du département de la Haute-Garonne, dont les coteaux portent des grandes cultures en sec avec une dominante blé dur et tournesol. En 2020, l'orientation technico-économique de l'agriculture  sur la commune est la culture de céréales et/ou d'oléoprotéagineuses. Trois exploitations agricoles ayant leur siège dans la commune sont dénombrées lors du recensement agricole de 2020 (onze en 1988). La superficie agricole utilisée est de 218 ha,,.

## Culture locale et patrimoine

### Lieux et monuments

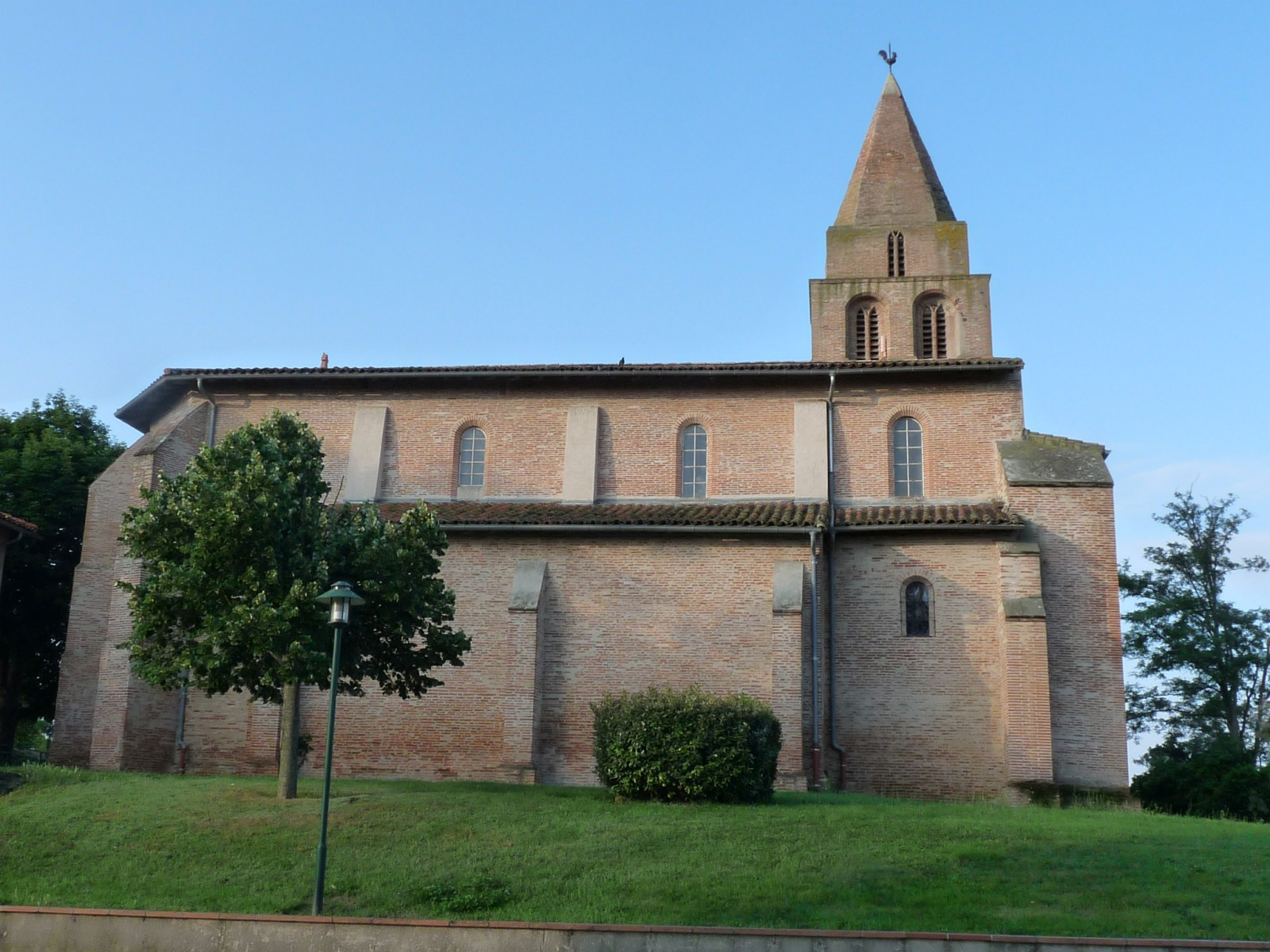
L'église Saint-Pierre

- L'église paroissiale Saint-Pierre.

## Pour approfondir